# Hassel – De giriga
Hassel – De giriga är en svensk TV-film från 1992.

## Handling
Under ett spaningsärende i ett trivialt bedrägerifall upptäcker Roland Hassel en förbrytare, Peter Kopacsi som polisen tidigare misstänkt vara inblandad i en narkotikahärva. Hassel skuggar mannen till en bilskrot i västra Stockholm, där Kopacsi tycks känna ägaren. En kort tid därefter hittas Kopacsi brutalt mördad i en gammal fabrikslokal i Västerort. Spaningarna efter mördaren visar sig vara svåra då Kopacsi hela tiden känns vara närvarande trots allt..

## Om filmen
Filmen är den sjunde i serien som SVT Drama producerade mellan åren 1986 och 1992. Noterbart är att filmbolaget engagerade ishockeyspelaren Börje Salming i en biroll i filmens inledningssekvens. Filmen hade premiär på Kanal 1 den 6 mars 1992.

## Rollista
- Lars-Erik Berenett – Roland Hassel
- Björn Gedda – Simon Palm
- Allan Svensson – Sune Bengtsson
- Robert Sjöblom – Pelle Pettersson
- Leif Liljeroth – Yngve Ruda
- Ingrid Janbell – Virena
- Reine Brynolfsson – Peter Kopacsi
- Gösta Bredefeldt – Christian Gleisner
- Thomas Oredsson – Klas Nygren
- Peter Gardiner – livvakt
- Boman Oscarsson – Göran Rydh
- Peter Kneip – Nord
- Paula Brandt – Kumlin
- Kim Rhedin – Åsa Norén
- Hasse Wiborg – Lindberg
- Gustav Bartfay – Lazlo Veöres
- Stephan Karlsén – Gunnarsson
- Lena Ivancic – Monica
- Sissela Kyle – Gullan
- Anders Granström – tulltjänsteman
- Björn Melander – optiker
- Börje Salming – rånare